# Bergneustadt
Bergneustadt est une ville de Rhénanie-du-Nord-Westphalie, située dans l'arrondissement du Haut-Berg, dans le district de Cologne, dans le Landschaftsverband de Rhénanie, en Allemagne.

## Histoire
| Appartenances historiques Comté de La Marck 1301-1807 Grand-duché de Berg 1807-1813 Royaume de Prusse (Province de Westphalie) 1815-1918 République de Weimar 1918-1933 Reich allemand 1933-1945 Allemagne occupée 1945-1949 Allemagne 1949-présent |